# Elías Rodríguez Varela
Elías Rodríguez Varela (Trabada, província de Lugo, 1 de gener de 1937) és un empresari, posseïdor d'una de les veus més utilitzades en els anuncis publicitaris d'aquest país. És considerat com un dels millors narradors i comunicadors publicitaris d'Espanya.

## Biografia
En 1958 ingressa a Radio Juventud i en 1963 a Radio Nacional. En 1968 es converteix en fundador i cap d'emissions de Radio Centro, i ja era un professional molt important en locucions publicitàries. En 1981 funda Centro de Comunicación i en 1989 Estudios Abaira, S.A., empresa dedicada a la publicitat, doblatge i sonorització. És president del Grup Abaira (Estudios Abaira, Abaira Publicidad, Matinha Estudios de Son de Portugal, Abrente Soluciones Audiovisuales i Línea de Fuego), vicepresident del Grup Bosques Naturales (Bosques Naturales, Forestalia, Boscalia, Eurobosques, Adagro) i conseller de vàries empreses.
Com a actor, ha participat en una pel·lícula, a més de prestar la seva veu per a una infinitat d'elles com a narrador. També ha destacat com a presentador, per exemple en el concurs Gran Casino de la Televisió de Galícia.
Ha estat nomenat "Fill Predilecte de Trabada", membre de la "Enxebre Orde da Vieira" i "Cavaller del Camí de Santiago" i "Madrigallec d'Or". Va ser guardonat amb els premis "Antena de Oro" i plata de la comunicació.

## Filmografia

### Com a actor
- Truhanes (Miguel Hermoso, 1983).

### Com a narrador
- Una joven nación (1971).
- Mosaico de canciones (1972).
- Legado arquitectónico español (1975).
- Galicia (1975).
- Lugo 2000 (1976).
- La nueva Costa del Sol (1976).
- El chou de Cho-Juaa (curtmetratge d'animació, 1978).
- Missatge de Copyright de BuenaVista Home Entertainment.